# 伊坦貝 (巴伊亞州)
伊坦贝（葡萄牙語：Itambé）是巴西巴伊亚州的一个市镇。总面积1625.681平方公里，总人口35918人，人口密度22.1人/平方公里。